# Лопон Чечу Ринпоче
Лопон Чечу Ринпоче (1918 – 10 юни 2003) е изтъкнат учител на Тибетския будизъм, почитан в целия Хималайски район, и с множество ученици както на Изток, така и на Запад.

## Биография
Като момче той е ръкоположен за монах в най-големия манастир на Бутан, Пунака Дзонг. Обучава се при различни учители от всички основни линии на Тибетския Будизъм – преди всичко Друкпа Кагю и Карма Кагю. След срещата си с Шестнадесетия Гялва Кармапа Рангджунг Ригпе Дордже в Бутан през 1944 г. той става негов близък ученик и получава от него всички същностни поучения на линията Карма Кагю. Кармапа казва следните думи за Ринпоче: „Ако аз съм Буда, то той е Ананда.“ А Ананда е главният ученик на историческия Буда Шакямуни. Освен приемственостите от Кармапа Чечу Ринпоче получава приемствености и от велики лами на още три линии на Тибетския Будизъм: Гелуг, Сакя и Нингма.

### Активности
От своята база в Катманду, Непал Лопон Чечу играе ключова роля с грижата си за развитието на Будизма в Непал след Китайската окупация на Тибет. Той придобива огромно влияние сред многообразната будистка общност на Непал и е уважаван не само като велик лама, а и заради умелите му политически действия. През 80-те краля лично го натоварва с отговорността за цялата Будистка активност в Непал. Например Ринпоче е търсен при разпределянето на даренията за всичките 2000 манастира в страната. Повече от двадесет години той е активен съветник за поддръжката на съществуващите манастири, а също и работа по нови проекти. През 1988 г. Лопон Чечу Ринпоче за първи път посещава западния свят и през следващите петнадесет години дава поучения и благословия на хиляди хора в Европа, Русия и двете Америки. През 1997 Ринпоче установява Буда Дхарма Център – манастир близо до Сваямбху в Катманду.
Лопон Чечу построява много Ступи (монументи символизиращи просветления ум на Буда) както на Изток така и на Запад. Перлата в короната му и едно от най-големите дела от неговото наследство е Ступата на Просветлението в Беналмадена, Малага – Испания, открита през 2003 г. Със своите 33 м или 108 стъпки тя е най-голямата Ступа в Западния свят.
Лопон Чечу е първият учител на Лама Оле Нидал, основател и важен стълб за неговата работа на Запад. Ринпоче умира на 10 юни 2003 г. Той е един от последните лами на своето поколение обучавани в стария Тибет.